# Inmigración húngara en Paraguay
La inmigración húngara en Paraguay se refiere a un movimiento migratorio desde Hungría hacia la República del Paraguay. 
Aunque ya en el siglo XIX algunos inmigrantes húngaros se radicaron en Paraguay, la mayor parte lo hizo después de la Segunda Guerra Mundial.
Mucho antes, en el siglo XVIII, habían arribado al Río de la Plata varios sacerdotes de origen húngaro, los cuales se instalaron en las reducciones jesuíticas de Paraguay y del noreste argentino. Entre ellos se encontraba el padre László Orosz, quien luego fue profesor de la Universidad de Córdoba.
Uno de los inmigrantes más destacados fue Francisco Wisner del Morgenstern, quien realizó importantes obras antes y después de la guerra de la Triple Alianza.

## Historia

### SigloXIX
Durante el gobierno de Carlos Antonio López, el maestro húngaro radicado en el Uruguay, Francisco José Debali (1791-1859), compuso la música del Himno Nacional, aunque su autoría todavía es discutida por los investigadores.
En 1846, llegó al país Franz Wisner de Morgenstern un ingeniero y militar que habría de desarrollar importante actuación en años posteriores. Nacido el 31 de julio de 1804 en Szaszowa, Francisco (como se hizo llamar después) era un hombre de carácter aventurero: luego de una azarosa vida en Europa, vino a América, estableciéndose en el Brasil, de donde pasó a la Argentina, incorporándose en el ejército correntino del general Paz, en lucha contra el ejército del entrerriano Urquiza.
Derrotados, junto con el ejército de Paz, se refugió en el Paraguay, donde optó por radicarse, incorporándose al Ejército nacional.
Una vez que se estableció en el país, tuvo una importante actuación en la construcción de edificaciones defensivas a lo largo de las costas del río Paraguay y Paraná. Se le atribuye haber sugerido la instalación de la planta siderúrgica de La Rosada, en Ybycuí.
En los años siguientes trabajó en varios emprendimientos gubernamentales, como la construcción de la monumental iglesia de Humaitá. El actual Palacio Legislativo fue erigido sobre planos y bajo su dirección; iniciado en 1847, fue inaugurado con la reunión del Congreso de 1857.

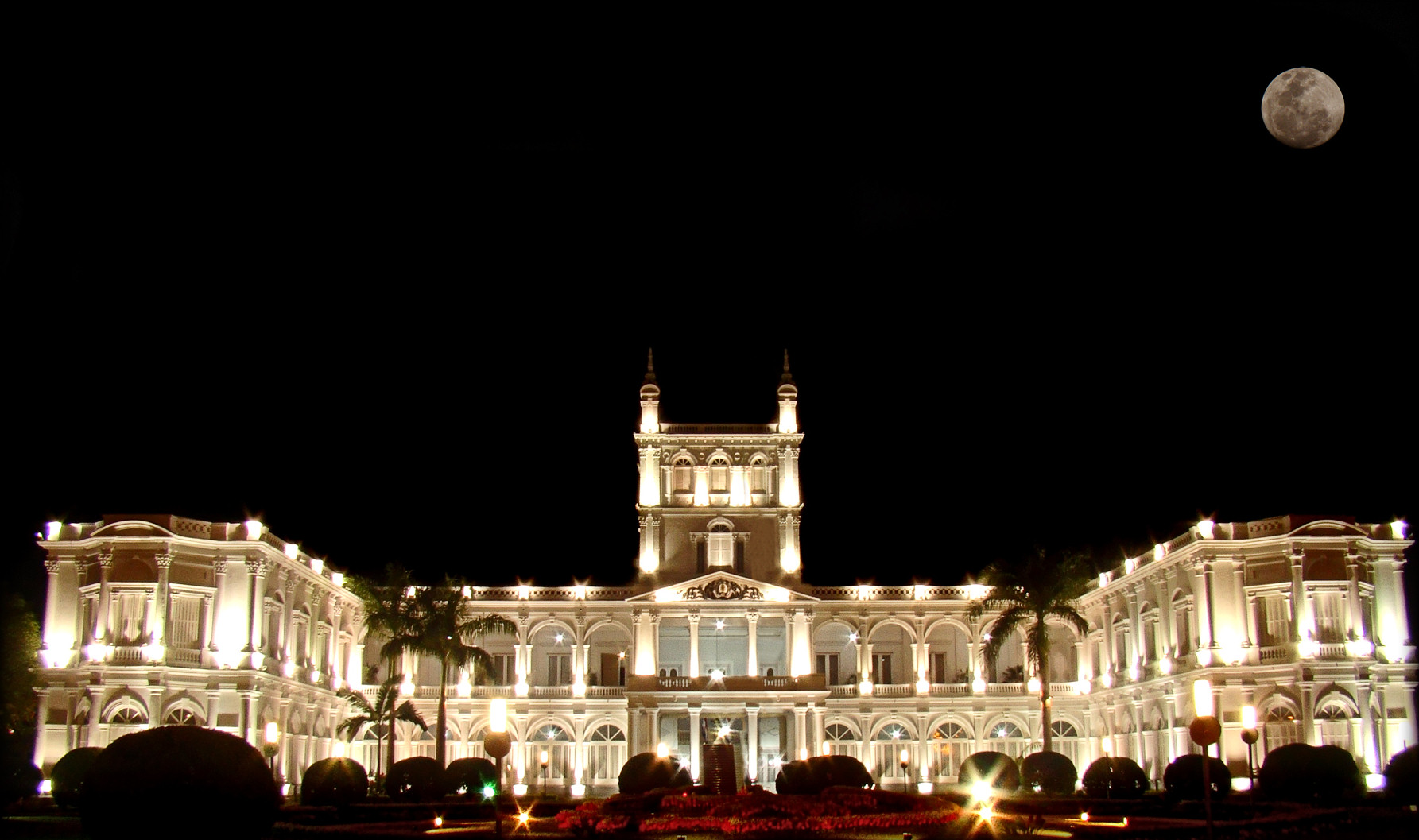
Los planos del Palacio de López fueron obra del húngaro Francisco Wisner de Morgenstern.

También corrió por su cuenta el diseño original de la fortaleza de Humaitá, considerada la mayor obra de ingeniería militar de América Latina de principios de la segunda mitad del siglo XIX.
Por encargo del presidente Francisco S. López, escribió la obra histórica El Dictador del Paraguay, José Gaspar de Francia. Durante la guerra cumplió importantes cometidos técnicos en el estado mayor del Mariscal. Cayó prisionero en Itá Ybaté y en la posguerra volvió al país.
Le cupo a Wisner de Morgenstern actuar también en otros campos de la reconstrucción nacional. En efecto, el 16 de febrero de 1872, se creó la Junta Económico Administrativa de la capital del país (entidad precursora de la actual Municipalidad de la ciudad de Asunción) y tres días después se integró la misma.
Ese mismo año, sin perjuicio de sus funciones como munícipe, fue nombrado director de la novel institución, creada el 20 de febrero de 1872 y que era conocida como la Oficina de Inmigración. Fue, también, el diseñador del primer monumento público erigido en el país, la estatua de la Libertad, ubicada frente a la Comandancia de la Policía Nacional, e inaugurado en 1873.
Realizó prospecciones mineras en Alto Paraná, donde murió el 12 de mayo de 1878.
También en la posguerra, el Dr. Emilio Hassler inició sus investigaciones, primeramente solo y luego con apoyo del Dr. Juan Daniel Anisits, un profesor húngaro radicado en el país.

### SigloXX

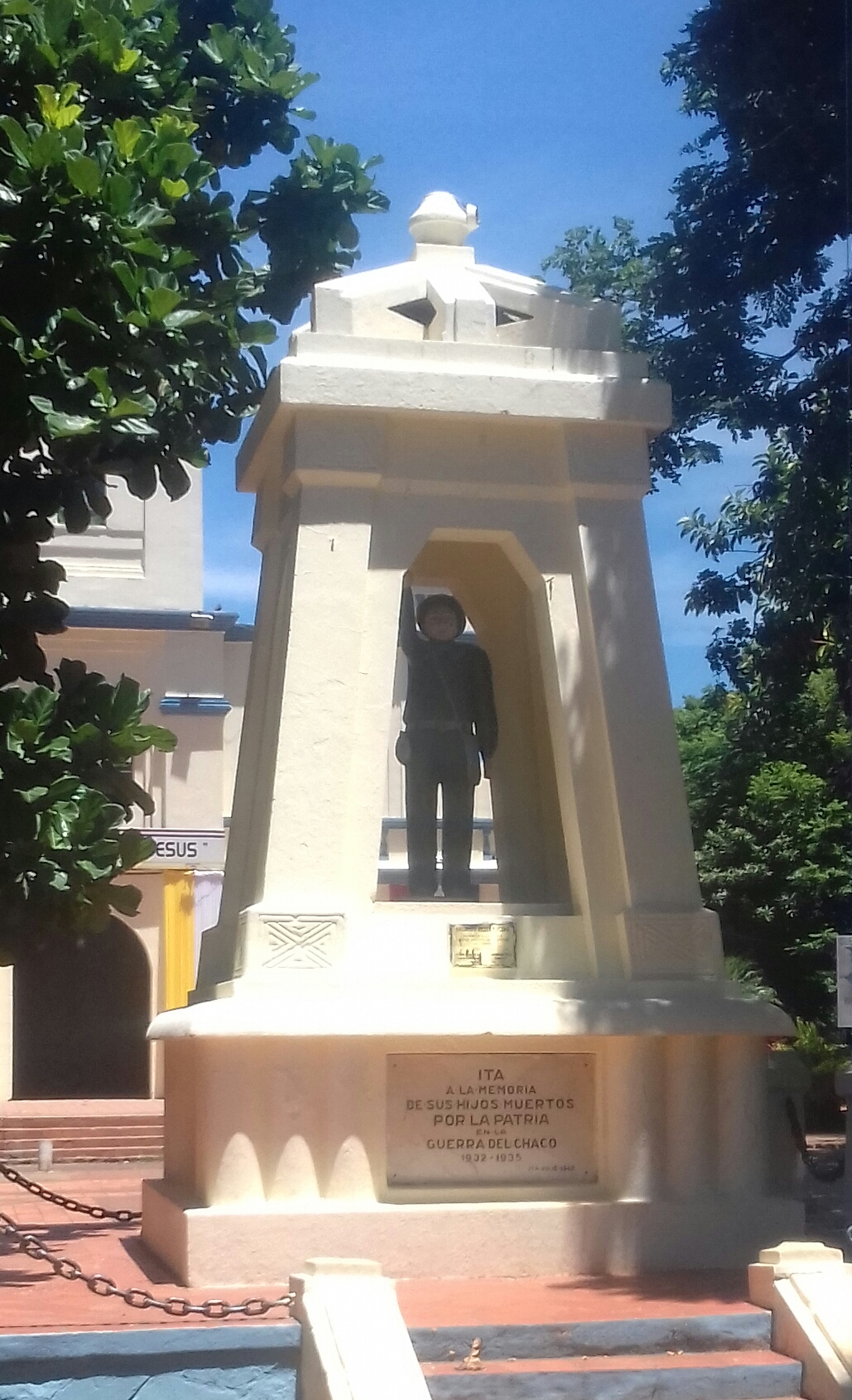
Monumento escultórico a los caídos en la guerra del Chaco, en la ciudad de Itá; obra del pintor y escultor Adan Kunos.

A principios del siglo XX, llegó una importante partida de inmigrantes de origen húngaro, entre los cuales se encontraba el pintor Adan Kunos, el productor de vinos Emil Kreth y el granjero Itsvan Daroczi propietario de la Granja Montevideo, pionero en la fabricación de yogur en Paraguay.
El 11 de mayo de 1933, en plena guerra del Chaco, delegados de 17 países, nombrados por sus respectivas colectividades, asistieron al local de la Bolsa y Cámara de Comercio de Asunción, para dejar fundada la Legión Civil Extranjera; cuya finalidad era la de “cooperar con las autoridades civiles y sanitarias, en la defensa de los intereses generales, de la salud y tranquilidad públicas, durante el tiempo que dure la contienda guerrera con Bolivia”.
Según registros, ocho ciudadanos húngaros pasaron a formar parte de esta entidad.
En 1938, Jorge Horvath un inmigrante conocedor de la natación, introdujo las técnicas adecuadas entre los nadadores del Club Mbiguá, donde prestaba su colaboración permanente.
Ese mismo año organizó un torneo e invitó al Club Deportivo de Puerto Sajonia. Fue el primero llevado a cabo en el país con reglamentaciones internacionales.
Luego de finalizada la Segunda Guerra Mundial, arribaron más ciudadanos húngaros, entre los que se destacan los Tómboli, los Poka, el Conde Teleki, la familia Barath y la familia Solay, uno de los primeros fabricantes de parqué en el país.
Hacia 1950, arribaron los jóvenes inmigrantes húngaros Margareta Mohachsi de Stampf y Mihail Stampf, en búsqueda de un refugio de tras el conflicto que devastó a su país. Para sobrevivir en Asunción, elaboraron muñecas con la técnica de papel maché.
Gracias a ese trabajo, un tendero encomendó a los artesanos reparar una “gran muñeca” (que en realidad era un maniquí) traída del exterior. Los húngaros buscaron luego la manera de crear maniquíes nacionales perfeccionados. Así nació Stampf Maniquíes, la primera fábrica de maniquíes del Paraguay.
Como otras colectividades importantes, también tiene su propio cementerio, que se encuentra en la ciudad de Lambaré.

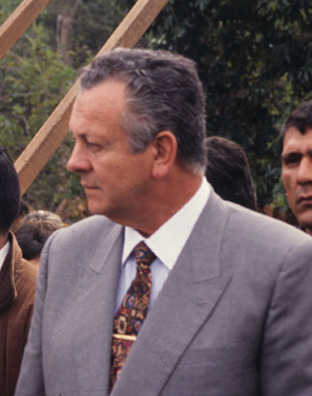
El expresidente Juan Carlos Wasmosy es de ascendencia húngara e italiana.

## Personas destacadas
- Ramón Fogel: sociólogo.
- Mirta Gusinky: ex primera dama.
- Adán Kunos: pintor y escultor.
- Gabor Poka: periodista deportivo, nacido en 1968
- Ingrid Poka: exmodelo y nutricionista.
- Denes Tómboly: corredor, ganador del Transchaco Rally 1995.
- Juan Carlos Wasmosy: expresidente de la República (1993-1998).